# Assedio di Port Royal (1707)
L'assedio di Port Royal del 1707 fu il tentativo, in due separati assedi, da parte dei coloni inglesi del New England di conquistare l'Acadia (attuali province della Nuova Scozia e del Nuovo Brunswick) tramite la cattura della sua capitale, Port Royal (oggi Annapolis Royal) durante la guerra della regina Anna. Entrambi i tentativi vennero portati avanti grazie alla milizia coloniale e vennero guidati da uomini senza esperienza in assedi. Le truppe francesi, guidate dal governatore acadiano Daniel d'Auger de Subercase, riuscirono a respingere il nemico da Port Royal facilmente, assistiti da truppe irregolari acadiane e dalla Confederazione Wabanaki fuori dal forte.
Il primo assedio ebbe inizio il 6 giugno 1707 e durò in tutto 11 giorni. Il colonnello inglese, John March, fu in grado di stabilire le posizioni presso il forte di Port Royal, ma il suo geniere pretese che i cannoni necessari non fossero scaricati e dovette quindi tenersi d'urgenza un consiglio di guerra. Il secondo assedio iniziò il 22 agosto, ma i miliziani non furono mai in grado di stabilire un accampamento sicuro.
I tentativi di assedio vennero visti come una sconfitta a Boston, ed i capi della spedizione vennero insultati al loro ritorno. Port Royal venne catturata nel 1710 da una forza più grande che includeva anche truppe del British Army; la cattura della città segnò la fine del governo francese nella penisola d'Acadia.

## Antefatto
Port Royal era la capitale della colonia francese di Acadia da quando i primi francesi si erano insediati nell'area nel 1604. Come conseguenza, essa divenne un centro focale per il conflitto tra inglesi e francesi nel secolo successivo. La città venne distrutta nel 1613 da razziatori inglesi guidati da Samuel Argall, ma venne ricostruita. Nel 1690 venne catturata dalle forze della Provincia della Massachusetts Bay, anche se tornò alla Francia dal 1697 in virtù del Trattato di Ryswick.

### Preparativi francesi
Con lo scoppio della guerra di successione spagnola nel 1702, i coloni di ambo gli schieramenti si prepararono al conflitto. Il governatore dell'Acadia, Jacques-François de Monbeton de Brouillan, aveva, prima della guerra, già iniziato la costruzione di un forte di pietra e terra nel 1701, che era già completato in buona parte nel 1704. Dopo il raid di Deerfield da parte dei francesi sulla frontiera del Massachusetts nel febbraio del 1704, gli inglesi a Boston organizzarono un raid contro l'Acadia per il maggio successivo. Guidati da Benjamin Church, razziarono Grand Pré e altre comunità acadiane. I racconti di inglesi e francesi differiscono sulla spedizione di Church verso Port Royal. Il racconto di Church indica che gli inglesi ancorarono al porto e considerarono di svolgere l'attacco, ma all'ultimo decisero di cambiare idea, mentre i francesi riportano che venne portato avanti un piccolo attacco, ma senza successo.

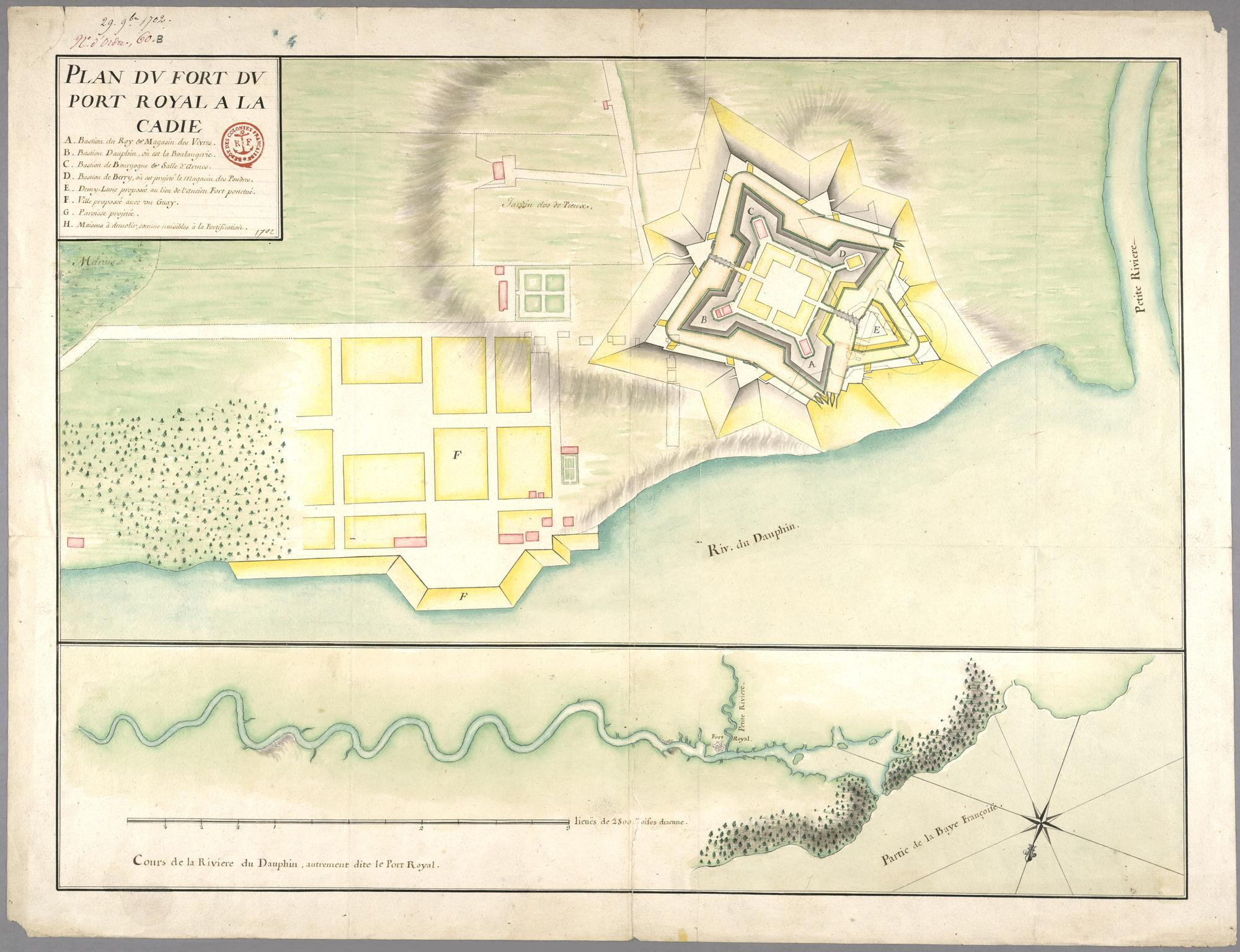
Mappa di Port Royal, 1702

Quando Daniel d'Auger de Subercase divenne governatore dell'Acadia nel 1706, si pose sull'offensiva, incoraggiando i raids indiani contro gli inglesi nel New England. Egli incoraggiò inoltre la pirateria proveniente da Port Royal contro le navi inglesi. I pirati ebbero un certo effetto; la flotta di pesca inglese sul Grand Banks venne ridotta dell'80% tra il 1702 ed il 1707, e molte comunità costiere inglesi vennero razziate.

### Preparativi inglesi
I mercanti inglesi a Boston a lungo avevano commerciato con Port Royal, ed alcune attività avevano continuato anche con lo scoppio della guerra. Molti di questi mercanti, tra cui Samuel Vetch, erano molto vicini al governatore della Massachusetts Bay, Joseph Dudley, e dal 1706 questo fatto iniziò ad essere sentito come negativo nella colonia. Vetch scelse di andare a Londra per fare pressione perché si smuovesse una spedizione militare contro la Nuova Francia per mettere a tacere queste voci illecite, mentre Dudley, che pure già in precedenza aveva richiesto supporto militare senza successo, scelse di dimostrare il suo sentimento anti-francese organizzando una spedizione contro Port Royal utilizzando perlopiù risorse della colonia. Nel marzo del 1707 ravvivò l'idea presentata per la prima volta nel 1702 di utilizzare la milizia provinciale per una spedizione supportata dalla Royal Navy. La sua proposta venne approvata dall'assemblea il 21 marzo. L'opinione popolare della colonia era divisa sulla necessità di questa spedizione: alcuni erano favorevoli, mentre il pastore protestante Cotton Mather urlò dal pulpito: "Preghiamo Dio di non attirarci l'ira di questo popolo."
Il Massachusetts reclutò due reggimenti per un totale di quasi 1000 uomini; il New Hampshire ne provvide 60, Rhode Island 80 oltre ad una compagnia di indiani di Cape Cod. Reclutare non era cosa facile nel Massachusetts per la mancanza di entusiasmo e coinvolgimento e pertanto le autorità vennero costrette a chiedere la coscrizione per riempire i ranghi dei volontari. Anche al Connecticut venne chiesto di contribuire alla spedizione, ma questi rifiutò, adducendo la non necessità del ritorno di Port Royal dopo che questa era passata alla Francia regolarmente con un trattato dopo la cattura del 1690. Le forze, che vennero poste sotto il comando del colonnello John March, erano un totale di 1150 soldati e 450 marinai, oltre ad una flotta di 24 navi, tra cui la man of war HMS Deptford di 50 cannoni al comando del capitano Charles Stuckley, e la Province Galley di 24 cannoni al comando di Cyprian Southack. (March si servì inoltre di un prigioniero di Maliseet, John Gyles, come traduttore.)

## Il primo assedio
La flotta inglese giunse appena fuori dal canale del porto di Port Royal il 6 giugno e le truppe vennero sbarcate il giorno successivo. Le forze di difesa del governatore Subercase a quel tempo erano composte da 100 troupes de la marine che vennero fortunosamente rinforzate dall'arrivo di altri 60 uomini. Solo dopo alcune ore dopo l'arrivo degli inglesi, altri 100 indiani abenaki guidati dal giovane Bernard-Anselme d'Abbadie de Saint-Castin giunsero sul posto. Quando la nave inglese venne individuata, Subercase riuscì ad ottenere altri 60 uomini dalla milizia locale.

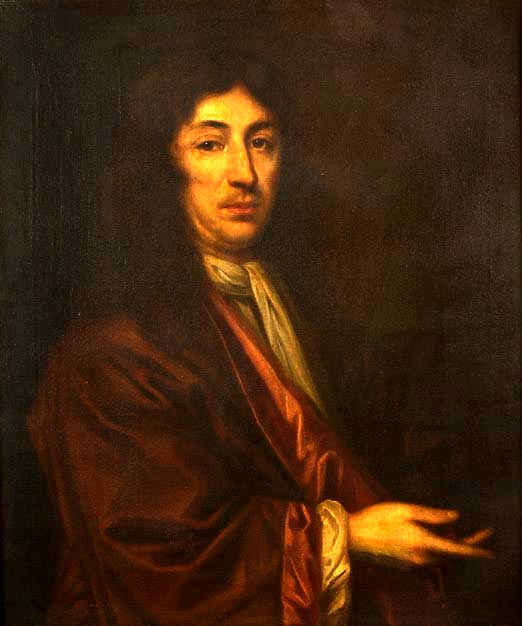
Il governatore della Massachusetts Bay, Joseph Dudley, organizzò la spedizione contro Port Royal.

Il colonnello March sbarcò con circa 700 uomini a nord del forte, e altri 300 a sud al comando del colonnello Samuel Appleton, con l'intento di porre una linea d'assedio al forte. Entrambe le forze vennero sbarcate troppo lontane dal forte e trascorsero il resto del giorno marciando verso l'obbiettivo. Subercase inviò una piccola forza a sud nella mattina dell'8 giugno. Subercase stesso guidò un contingente più grande a nord dove preparò un'imboscata per le forze di March nei pressi di un fiume. Dopo una piccola battaglia, il cavallo di Subercase gli venne ucciso sotto la sella e pertanto i difensori su ambo i fronti vennero costretti a rientrare nel forte.
Gli inglesi stabilirono un campo a 1,5 km dal forte. Subercase inviò dei piccoli contingenti fuori dal forte per disturbare gli inglesi, oltre a diffondere la notizia che una milizia stava giungendo dall'Acadia settentrionale. Gli inglesi avanzarono ancora più vicini al forte, ma il loro geniere, il colonnello John Redknap, non era convinto che i cannoni pesanti della spedizione potessero essere sbarcati in quel punto senza danni. Questo portò a dei disaccordi tra March, Redknap e Stuckley che portarono quindi alla fine della spedizione. Dopo un assalto finale condotto il 16 giugno (che i francesi descrissero come un fallimentare tentativo di prendere il forte, mentre dagli inglesi venne definito come un tentativo di distruggere alcune costruzioni esterne al forte), la spedizione si imbarcò sulle sue navi e salpò il 17 giugno. March diresse la flotta alla volta di Casco Bay (attuale Portland).

## Interludio

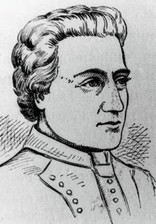
Daniel d'Auger de Subercase guidò la difesa di Port Royal.

Da Casco Bay il colonnello March inviò una lettera a Boston, nella quale scaricava il peso del fallimento della spedizione su Stuckley e Redknap. Le notizie del fallimento però riuscirono a precedere anche il suo messaggero, e quando giunsero in città vennero accolti con fischi e insulti. Il colonnello Redknap, uno dei messaggeri, fu in grado di convincere il governatore Dudley di aver agito secondo i suoi ordini, e scaricò su March il fallimento della spedizione. Dudley aveva infatti inviato degli ordini a March secondo i quali la flotta avrebbe dovuto rimanere ancorata, con tutti gli uomini rimanenti, pena la morte. Dudley a quel punto inviò anche dei rinforzi e una commissione di tre personaggi (due colonnelli della milizia e John Leverett, un avvocato senza esperienza militare) a presiedere all'assedio, ordinando anche alla spedizione di condurre un secondo attacco. Malgrado gli ordini, la diserzione fu molto alta nella flotta e le forze vennero portate a 850 uomini quando salparono per Port Royale alla fine di agosto. Il colonnello March diede le dimissioni dal comando della spedizione e venne rimpiazzato dal colonnello Francis Wainwright.
Il governatore Subercase venne informato di questo secondo tentativo ed eresse delle difese addizionali per impedire agli attaccanti di avvicinarsi. Egli venne inoltre rinforzato dall'arrivo dell'Intrepide, una fregata francese al comando di Pierre Morpain. La sua ciurma venne aggiunta alle difese ed i suoi rifornimenti utilizzati per il sostentamento del forte.

## Il secondo assedio

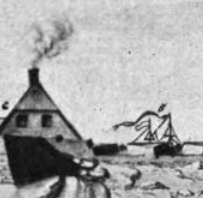
la Province Galley, al comando di Cyprian Southack

La flotta inglese giunse presso Port Royal il 21 agosto, e Wainwright sbarcò le sue truppe a circa 2 km a sud del forte il giorno successivo, marciando verso la posizione per circa un chilometro. Quest'area, dove March si era precedentemente accampato, era una delle aree dove Subercase aveva posto le proprie difese addizionali Il 23 agosto Wainwright inviò un distaccamento di 300 uomini a ripulire la via per il cannone pesante di cui disponevano per l'assedio; questo tentativo venne respinto dalle forze inviate fuori dal forte da Subercase. Utilizzando delle tattiche tipiche della guerriglia e sotto il fuoco dei cannoni del forte, gli inglesi vennero costretti a tornare al loro accampamento. Questa sconfitta apparentemente ebbe un effetto significativo sul morale inglese; Wainwright scrisse che il suo campo era "circondato da nemici e tanto da giudicare insalubre il proseguire in una qualsiasi azione senza una compagnia di almeno un centinaio di uomini." In quella che fu probabilmente la battaglia più pesante di quei giorni, gli inglesi subirono un'imboscata da parte delle forze franco-indiane dove finirono uccisi nove soldati britannici. La situazione andava peggiorando a tal punto che il 27 agosto gli inglesi si ritirarono al campo per proteggere la loro artiglieria. Il campo del resto non era stato fortificato con dovizia e gli inglesi erano costantemente in paura di essere attaccati dai franco-indiani. Quando Wainwright fece un secondo tentativo di sbarco il 31 agosto, Subercase in persona guidò 120 soldati fuori dal forte. Circa 70 uomini coinvolsero gli inglesi in un combattimento corpo a corpo con asce e calci di moschetto dal tanto che le pallottole stavano terminando. Saint-Castin e circa 20 dei suoi uomini vennero feriti mentre altri cinque vennero uccisi. Il giorno successivo, il 1º settembre, gli inglesi si reimbarcarono sulle loro navi e salparono alla volta di Boston. Il francesi indicarono nei loro rapporti di aver ucciso circa 200 uomini, mentre gli inglesi riportarono solo 16 morti e 16 feriti nell'assedio.

## Conseguenze
Il ritorno della spedizione a Boston venne accolta con fischi ed insulti. I commissari di Dudley vennero sarcasticamente chiamati "i tre notabili di Port Royal" o "i tre campioni". I rapporti di Dudley sulla faccenda minimizzarono l'accaduto, puntando sul fatto che diverse piantagioni attorno a Port Royal erano state distrutte durante i due assedi. Dudley si rifiutò inoltre di fare delle inchieste sul fallimento della spedizione, temendo che la mal riuscita dell'operazione gli venisse imputata.
Subercase, immaginando che gli inglesi sarebbero tornati l'anno successivo, lavorò per rafforzare le fortificazioni di Port Royal. Egli costruì inoltre una piccola nave da guerra per assistere le difese della colonia e convinse Morpain a razziare le navi inglesi. Il pirata ebbe così tanto successo nell'impresa che alla fine del 1708 Port Royal era così piena di prigionieri da non poterne più ospitare nelle proprie galere.
Nessuna di queste precauzioni poté ad ogni modo salvare Port Royal dall'attacco successivo dal momento che la Francia non riuscì a mandare alcun supporto significativo alla cittadina, mentre Londra mobilitò delle forze maggiori e ben organizzate rispetto al passato. Samuel Vetch, col supporto di Dudley, dei mercanti di Boston e della comunità di pescatori del New England, riuscì a convincere la regina Anna ad inviare un supporto militare per la successiva spedizione di conquista di tutta la Nuova Francia nel 1709. Questo fatto portò i coloni a mobilitarsi in attesa che le truppe giungessero dall'Inghilterra, ma alla fine tutto ciò non si concretizzo. Vetch e Francis Nicholson tornarono in Inghilterra e nuovamente assicurarono un appoggio militare a Port Royal per il 1710. Nell'estate del 1710 una flotta giunse a Boston trasportando 400 marines. Aumentati dai reggimenti coloniali, queste forze riuscirono a conquistare Port Royal dopo un terzo assedio nel 1710.